# Техасский университет Конкордия
Техасский университет Конкордия (англ. Concordia University Texas) — американский частный университет в Остине, штат Техас.
Техасский университет Конкордия связан с Миссурийским синодом Лютеранской церкви и является членом Университетской системы Конкордия. Миссия университета заключается в том, чтобы развивать христианских лидеров.

## История и деятельность
Учебное заведение было основано в 1926 году как старшая школа под названием Лютеранский колледж Конкордия в Техасе (Lutheran Concordia College of Texas) и открылось с 26 учениками на своем первоначальном месте вдоль East Avenue (ныне автомагистраль I-35) на тогдашней северной окраине Остина. В 1929 году было построено двухэтажное учебное здание, позже названное Music Building, а ещё позже известное как College Central.
У истоков университета стояла община вендов Техаса. Главное здание университета — Килиан-холл, было названо в честь Яна Килиана, основателя первой техасской лютеранской церкви и лидера большой группы вендов (также называемых сорбами), поселившихся в районе Сербина. В течение 1940-х и 1950-х годов к университетскому кампусу было пристроено множество других зданий, включая Hirschi Memorial Library и Kramer Hall. В 1951 году заведение стало предлагать программу высшего образования.

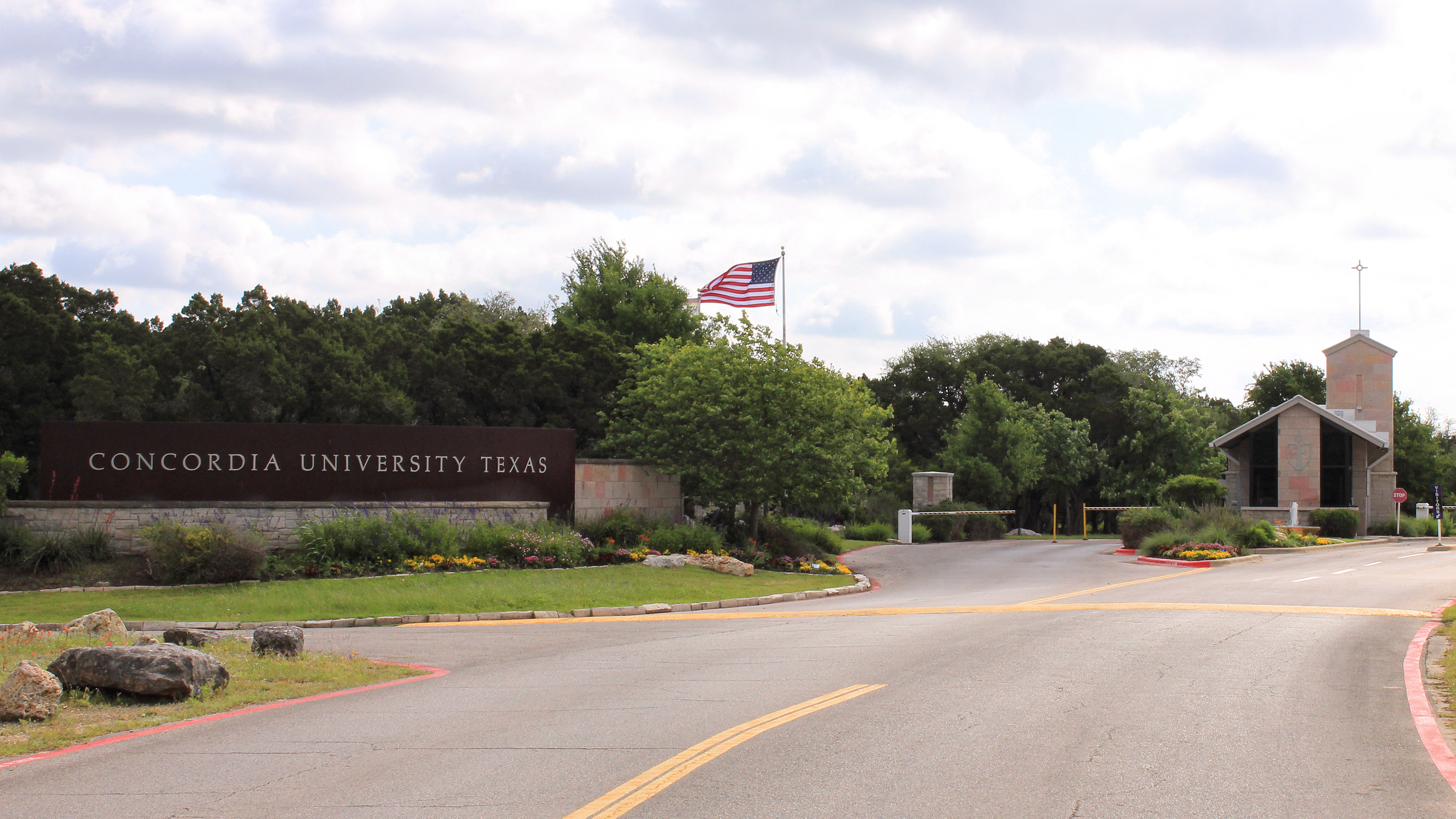
Главный въезд в университет

Строительство на территории кампуса продолжалось на протяжении 1950-х и 1960-х годов. Была построена в 1952 году собственная часовня, названная Мемориальной часовней Биркманна (Birkmann Memorial Chapel); в 1953 году — Техас-холл (Texas Hall), где размещались столовые и офисы преподавателей; Штудтманн-холл (Studtmann Hall) с общежитием для девочек открылся в 1955 году. В 1969 году построен Бето-холл (Beto Hall) — в нём размещались научные лаборатории. В 1955 году Техасский университет Конкордия впервые принял женщин в качестве студенток.
В 1965 году учебное заведение изменило свое название на Лютеранский колледж Конкордия (Concordia Lutheran College). В 1969 году колледж окончательно перестал преподавать программу старшей школы. В 1995 году заведение получило статус университета и присоединилось к Университетской системе Конкордия. Под руководством президента — преподобного доктора Дэвида Зерсена (David Zersen) название вуза было изменено на Университет Конкордия в Остине (Concordia University at Austin). В 2007 году университет окончательно сменил своё название на Техасский университет Конкордия.

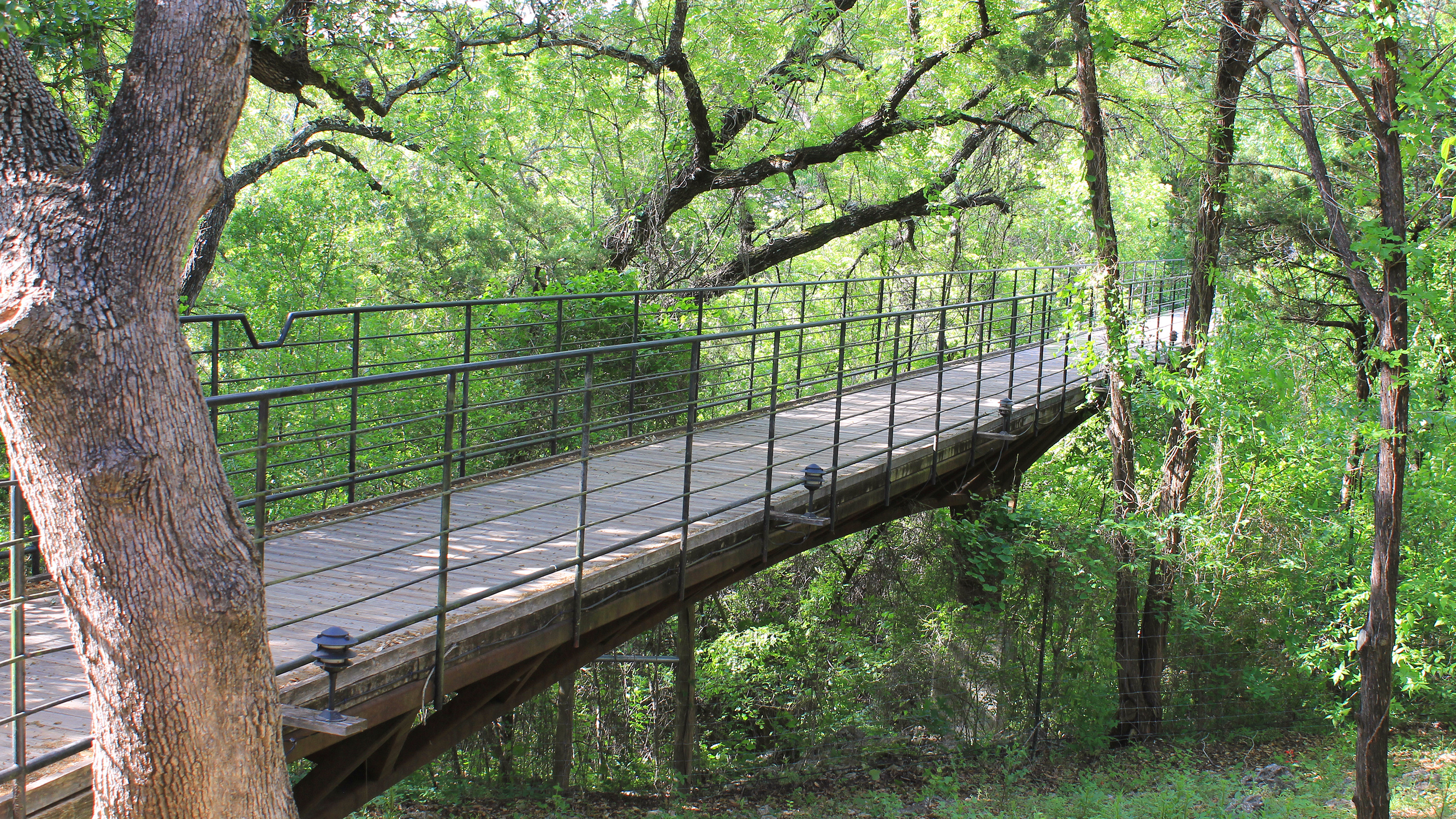
Природная зона кампуса

В 2005 году попечительский совет одобрил перенос кампуса Техасского университета Конкордия. Ранее имеющий площадь 9,3 гектара, новый кампус расположился на северо-западе Остина на 155 гектарах земли. Строительство началось весной 2007 года, торжественное открытие состоялось 26 октября 2008 года. Новый университетский кампус включает природный заповедник площадью 100 га с родниками, пещерами, густым лесом и дикой природой.
Доктор Дональд Кристиан (Donald Christian) является с 1 августа 2014 года девятым по счёту президентом и главным исполнительным директором Техасского университета Конкордия.